# Sperrgebiet
Sperrgebiet (znany także jako Diamond Area 1) – park narodowy i obszar wydobycia diamentów w południowo-zachodniej Namibii na pustyni Namib. 
Nazwa parku Sperrgebiet pochodzi z języka niemieckiego i znaczy „strefa zakazana”.
Sperrgebiet rozciąga się wzdłuż wybrzeża Oceanu Atlantyckiego, od Oranjemund na granicy z Republiką Południowej Afryki, kończy się około 72 km na północ od miasta Lüderitz, całkowita długość parku wynosi 320 km, szerokość to około 100 km w głąb lądu. Daje to powierzchnię 26 000 km², co stanowi 3% całkowitej powierzchni Namibii, jednakże, wydobycie diamentów odbywa się tylko na powierzchni 5% Sperrgebiet, a pozostałe obszary stanowią strefę buforową. Do roku 2010 obowiązywał tam zakaz wstępu do większości obszaru, pomimo utworzenia parku narodowego w 2004 roku. 

## Historia
We wrześniu 1908 roku rząd niemiecki utworzył Sperrgebiet na terenie swojej kolonii (Niemiecka Afryka Południowo-Zachodnia). Nadał wyłączne prawa górnicze firmie Deutsche Diamantengesellschaft (niemiecka firma diamentowa). W 1915 roku, podczas I wojny światowej, wojska południowoafrykańskie dowodzone przez generała Jana Smutsa oraz premiera Louisa Bothęa, wkroczyły na tereny niemieckiej kolonii. Południowa Afryka pokonała Niemcy, przejmując kontrolę nad Namibią i nad Sperrgebiet. Właściciel kopalni, firma De Beers, sprawowała całkowitą kontrolę nad Sperrgebiet aż do roku 1990, kiedy rząd Namibii zakupił 50% udziałów, tworząc wspólne przedsiębiorstwo zwane Namdeb Diamond Corporation. 

## Flora i fauna
Sperrgebiet ma zróżnicowaną, dobrze zachowaną przyrodę, dzięki małej ingerencji człowieka. 40% krajobrazu stanowi pustynia, 30% obszary zielone, a 30% stanowią skały. Najwyższy punkt Sperrgebiet jest na wysokości 1488 m n.p.m.
Występuje tu około 776 gatunków roślin, z czego 234 endemicznych, pomimo że rzeka Oranje jest jedynym stałym zaopatrzeniem w wodę dla całej okolicy.
Badania naukowe wykazały, że zmiany klimatu wpłyną na życie roślin na obszarze, szczególnie na sukulenty. Suchsze zimy mogą doprowadzić do wyginięcia wielu roślin charakterystycznych dla Sperrgebiet. 
Ssaki występujące w  Sperrgebiet to m.in. oryks południowy, skocznik antylopi i hiena brunatna. Wśród ptaków zamieszkujących Sperrgebiet są: ostrygojad afrykański, kulczyk rdzawogrzbiety oraz szponiak rudy.